# NGC 1400
NGC 1400 é uma galáxia elíptica localizada na direcção da constelação de Eridanus. Possui uma declinação de -18° 41' 17" e uma ascensão recta de 3 horas, 39 minutos e 30,7 segundos.
A galáxia NGC 1400 foi descoberta em 20 de Setembro de 1786 por William Herschel.